# 含笑寺 (名古屋市)
含笑寺（がんしょうじ）は愛知県名古屋市東区にある曹洞宗の寺院。山号は鷲嶺山。2026年（令和8年）に寺は移転することになっている。

## 歴史
享禄元年（1528年）、織田信秀が生母含笑院殿茂嶽涼茂大禅定尼の菩提を弔うため尾張国海東郡土田村（現在の清須市）に建立した。開山は天台宗の僧侶・清岩法英と伝わり、山門は清洲城にあったものを移築したと、当時の引っ越し目録が名古屋市蓬左文庫の蔵書に残っている。
大雲永瑞（萬松寺開山・信秀の叔父）の弟子・愚庵道黠を法地開山（三世）として迎え入れ、信秀の甥で助南佐公（四世）を開基ともしている。また、これに伴って萬松寺の末寺になったが、現在は大本山總持寺の末寺となっている。
慶長15年（1610年）に現在地（東区東桜）に移ったが、清洲越しによって旧・松山町には48の寺院が集められ、名古屋東部の寺町として栄えた。15世・重澤大年は尾張藩8代藩主徳川宗勝の側室・仙宥院の帰依を受けてその霊廟を寺院内に建て、17世・俊芳密禅は大本山總持寺の輪番を務めたが、その後寺勢が衰え、21世・禅海密定によって中興され今に続く。現在の住職は30世を数える。
末寺は梅屋寺、安斎院、就梅院、慈眼院、聚福院、長全寺、常楽寺、長安寺など8ヶ寺を数える。

## 近現代
明治時代を迎えると、都市計画により本堂，書院、庫裏、座禅堂など大幅に縮小。1945年（昭和20年）、名古屋大空襲によって山門を除いて本堂、鐘楼などほぼ全てが焼失。江戸初期に現在の東区東桜に移ったが、戦後の都市計画によって墓地が平和公園に移され隣接していた周辺の寺とも離れたためビル街の中に位置することとなった。

### 含笑長屋・落語を聴く会
1967年（昭和42年）関山和夫により「含笑長屋・落語を聴く会」が結成され、年に10～11回催される落語会には柳家小さんや桂米朝、三遊亭圓生、林家正蔵、春風亭柳橋、古今亭志ん朝、笑福亭松鶴、桂春団治、桂文枝、桂枝雀など東西の名人も数多く出演した。
1972年（昭和47年）12月31日、第23回NHK紅白歌合戦の地方審査会場として含笑寄席が登場、番組の記録映像に寄席の様子が記録されている。レポーターは柳家小三太。また、このあとの1973年（昭和48年）1月1日のNHKゆく年くる年でも寄席の様子が全国中継された。出演は三笑亭夢楽、柳家小三太、三遊亭ぬう生。
六代目三遊亭圓窓のライフワークでもあった『圓窓五百噺を聴く会』の会場にもなっている。1973年（昭和48年）3月の第1回から2001年（平成13年）3月の最終回まで28年間、会場とスタッフは圓窓をサポートし続けた。
その活動に対して1983年（昭和58年）に愛知県芸術文化選奨の文化賞（団体）を受賞している。この時点で会員数は400名。1987年（昭和62年）には含笑長屋20周年を記念して門前に寄席文字の寺標が建てられ、1992年（平成4年）には開創450年記念として建物としての「含笑長屋」が設立されたが、関山が2013年（平成25年）に死去したことにより、落語会としての含笑長屋は終了した。
最終回となった第454回定例会は2013年6月21日開催、出演は古今亭菊之丞「唐茄子屋政談」「三味線栗毛」、桂才紫。最終回時点で会員数は250人あまり、うち入会から30年以上の会員が85人いた。

### 移転計画
2026年（令和8年）に寺は名古屋市東区矢田に移転することになっている。
寺の移転計画をめぐっては維持の難しさや資金繰りの問題から清洲越しとともに移築されたとされる門が取り壊しになる可能性があったが、土地の買い手が現れたため、門も寺とともに400年ぶりに移転することとなった。